# تاكاكي فوكوميتسو
تاكاكي فوكوميتسو (باليابانية: 福満 隆貴) (22 فبراير 1992 في كاغوشيما في اليابان – )؛ هو لاعب كرة قدم ياباني سابق كان يلعب كلاعب وسط.

## وصلات خارجية
- تاكاكي فوكوميتسو على موقع رابطة كرة القدم اليابانية للمحترفين (اليابانية)
- تاكاكي فوكوميتسو على موقع قاعدة بيانات كرة القدم.إي يو (الإنجليزية)
- تاكاكي فوكوميتسو على موقع Soccerway.com (الإنجليزية)
- تاكاكي فوكوميتسو على موقع عالم كرة القدم.نت (الإنجليزية)
- تاكاكي فوكوميتسو على موقع كووورة